# Grandi migrazioni serbe nel XVII-XVIII secolo

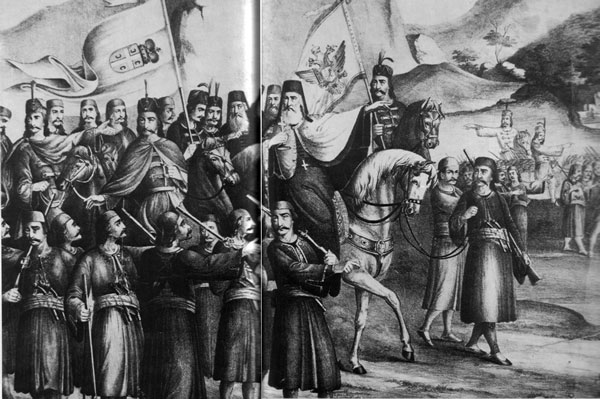
La Migrazione dei Serbi (Seoba Srba), in una litografia dell'artista serbo Paja Čortanović

Il termine di grandi migrazioni serbe (in serbo Велике сеобе Срб?, Velike seobe Srba) note anche col nome di Grande Esodo, si riferisce essenzialmente a due grandi migrazioni del popolo serbo dall'Impero Ottomano verso i territori della monarchia asburgica avvenute tra XVII e XVIII secolo.
La prima migrazione serba avvenne durante la Grande guerra turca sotto il patriarca Arsenije III Čarnojević e fu il risultato della ritirata degli asburgici dai territori ottomani dei Balcani, temporaneamente passati agli imperiali dal 1689 al 1692. La seconda migrazione serba ebbe luogo nel 1737–1739 sotto il patriarca di Peć, Arsenije IV Jovanović, sempre per il ritiro degli austriaci dai loro territori nei Balcani che, tra il 1718 e il 1739, erano divenuti noti col nome di Regno di Serbia e Banato di Timișoara.

## Contesto storico
L'afflusso dei serbi nei territori della monarchia asburgica, costante sin dalla caduta del Despotato serbo alla fine del XV secolo, raggiunse il proprio apice con la proclamazione degli Statuta Valachorum del 1630, col quale gli Asburgo incoraggiarono il loro insediamento nella regione della Krajina.

## Prima migrazione

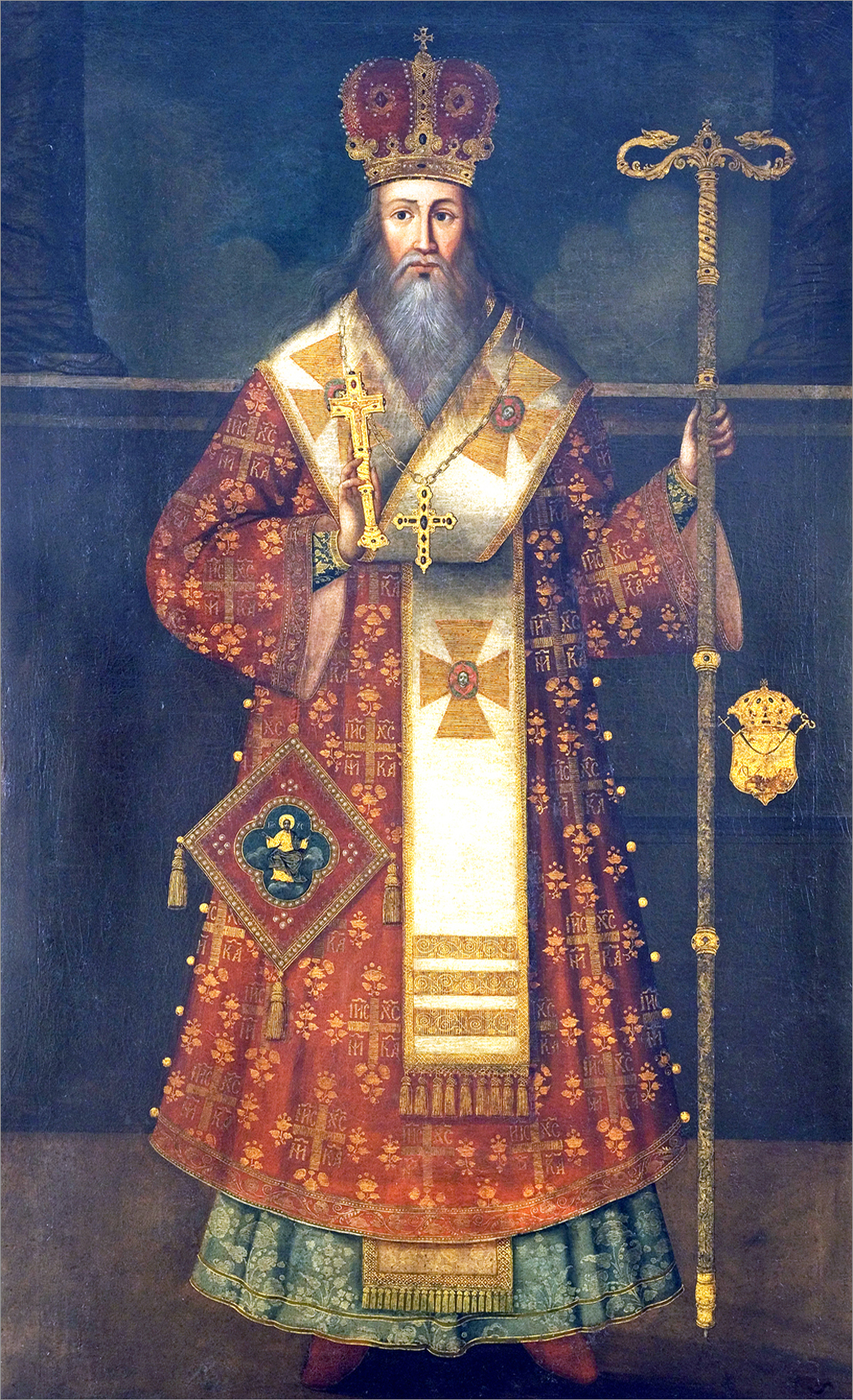
Il patriarca serbo Arsenije III, capo della prima migrazione serba

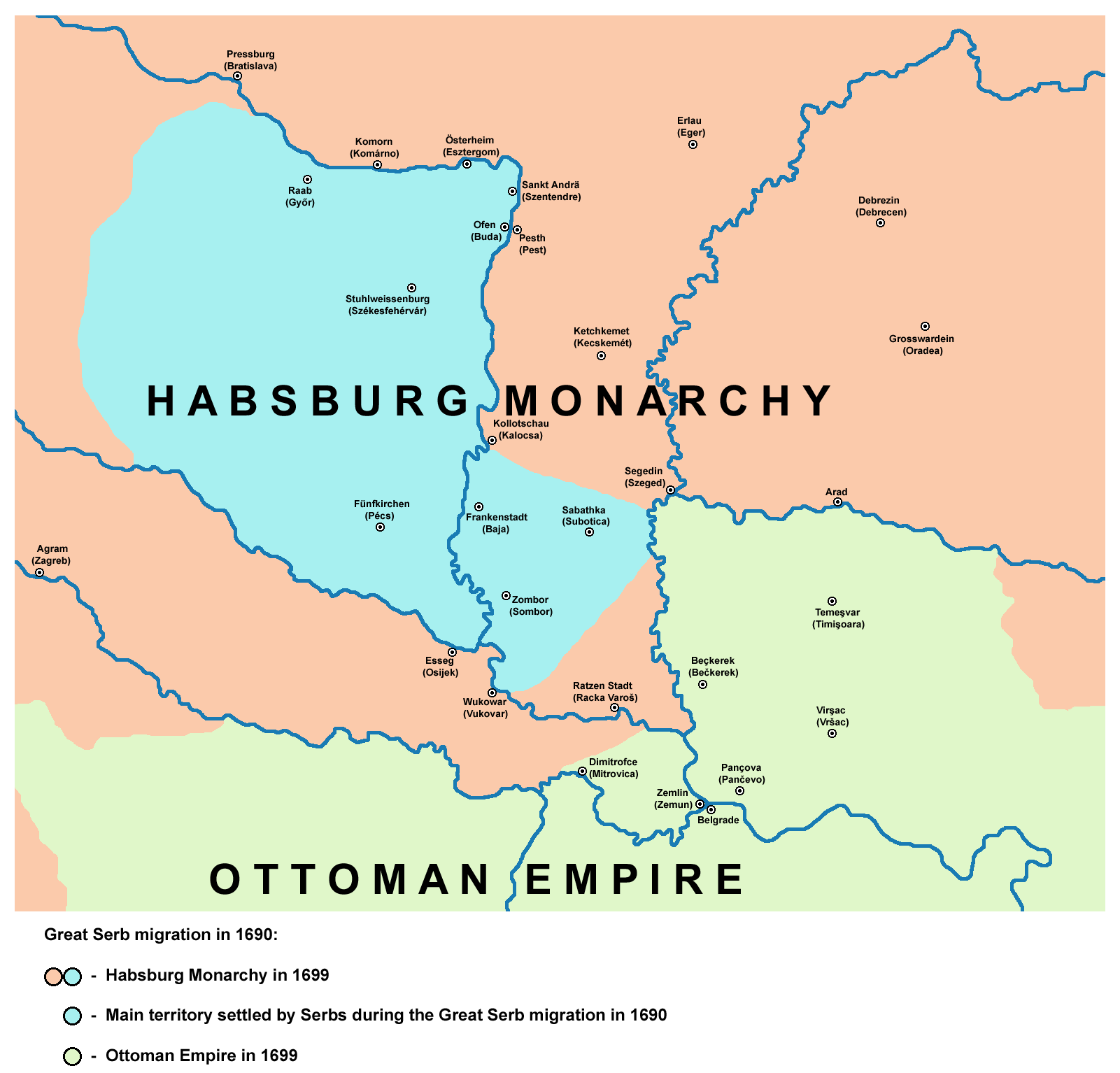
Il territorio insediato dai serbi durante la grande migrazione serba del 1690 (rappresentato in azzurro)

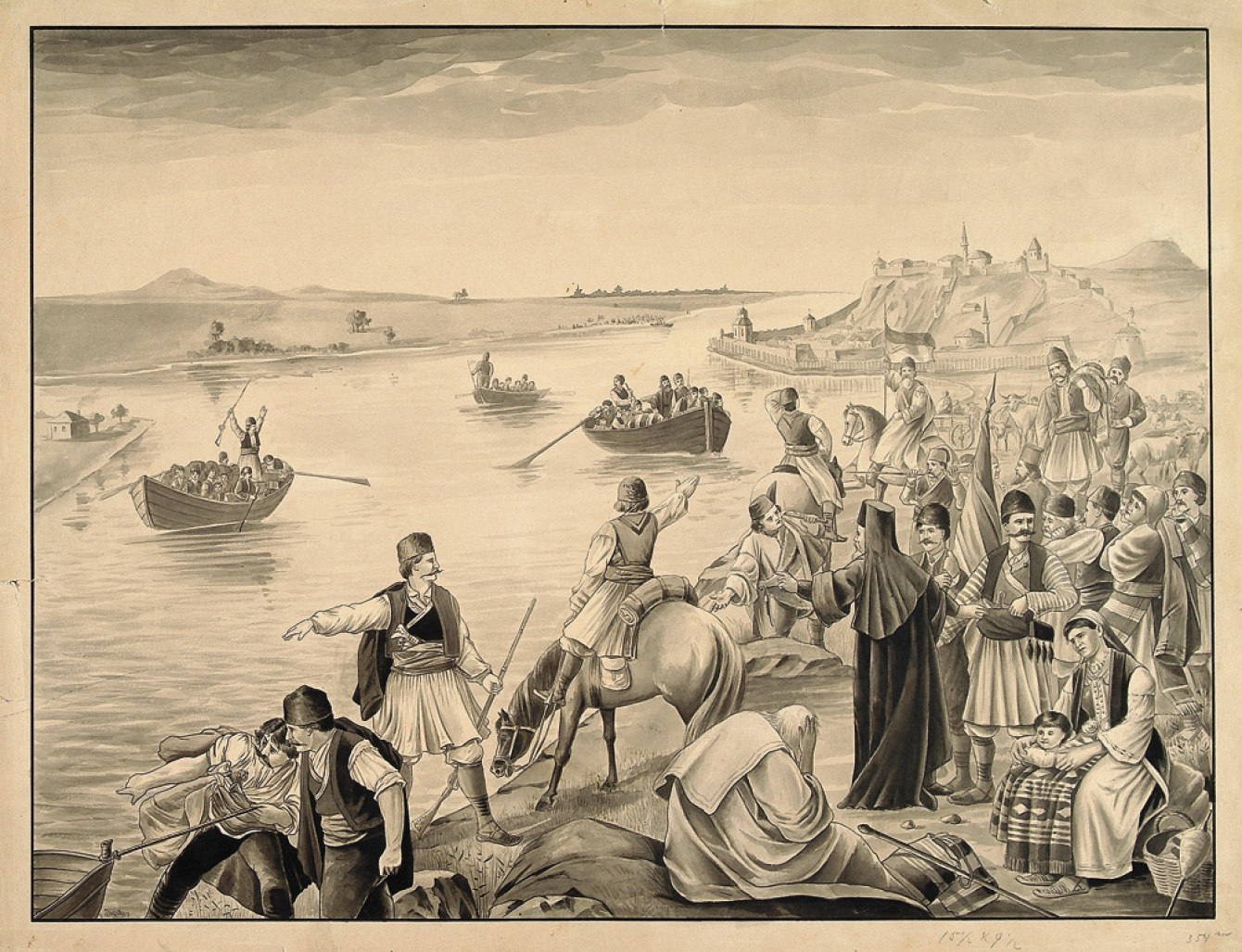
I serbi attraversano un fiume nel territorio austriaco.

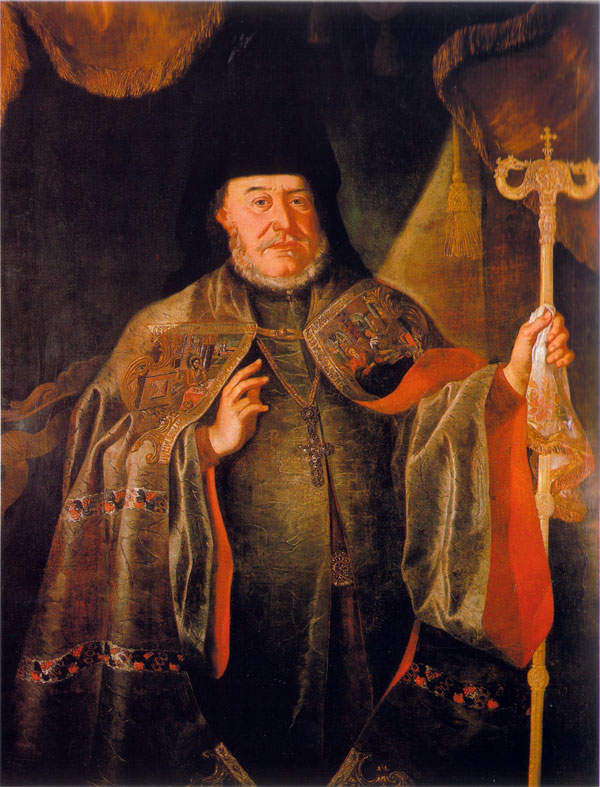
Il patriarca serbo Arsenije IV, capo della seconda migrazione serba

Durante la Grande guerra turca le relazioni tra musulmani e cristiani nelle province europee dell'Impero ottomano giunsero alle strette al punto che i capi religiosi musulmani richiesero la persecuzione dei cristiani e degli ebrei locali. Come risultato di questa oppressione, i serbi cristiani e i loro capi religiosi, con in testa il patriarca serbo Arsenije III si schierarono con gli austriaci nel 1689. Nelle successive campagne, le forze turche condussero delle sistematiche atrocità contro la popolazione cristiana delle regioni serbe, portando così alla grande migrazione del 1690.
Nel 1690, l'imperatore Leopoldo I permise ai rifugiati di attraversare la Sava e il Danubio a Belgrado e di entrare così nei territori della monarchia asburgica dove vennero accolti a braccia aperte. L'imperatore riconobbe inoltre il patriarca Arsenije III Čarnojević quale loro capo spirituale. L'imperatore aveva già riconosciuto il patriarca come vice-voivoda (capo civile dei migranti) da cui poi sarebbe derivata l'etimologia della provincia della Serbia settentrionale, la Voivodina (l'origine del nome della Voivodina è legato a questo fatto ed ai successivi capi religiosi serbi).
Nel 1694, Leopoldo I nominò Arsenije III Čarnojević capo della nuova chiesa ortodossa serba stabilita entro i confini della monarchia asburgica. Il diritto patriarcale venne assicurato dall'Assemblea di maggio tenutasi dal popolo serbo a Karlovci solo nel 1848, a seguito della proclamazione della Voivodina serba nel corso delle rivoluzioni anti-asburgiche del 1848-49. I serbi ricevettero dei privilegi dall'imperatore, che garantì loro una singolarità nazionale e religiosa come un corpus di leggi speciale all'interno della monarchia austriaca.
Gran parte dei Serbi di questa migrazione si stabilirono nei territori attualmente parti dell'Ungheria, mentre una parte minore di loro si stabilì nel territorio dell'attuale Croazia e della Voivodina nord-occidentale (il resto della Voivodina si trovava sotto la dominazione ottomana). Questo, ad ogni modo, non portò ad un incremento notevole della popolazione nel territorio dell'attuale Voivodina. I serbi, assieme ai musulmani, erano riportati come la popolazione dominante della Voivodina già molto prima della migrazione.

## La seconda migrazione
La caduta del filo-asburgico Regno di Serbia (1718-1739) nelle mani degli ottomani spinse alla creazione di una seconda ondata migratoria dei serbi nei territori della monarchia asburgica.
La seconda migrazione serba iniziò nel 1739 ma ebbe una portata minore rispetto a quella del 1690 e gran parte dei rifugiati si insediò nella città di Syrmia.

## Numero dei migranti
Le differenti fonti riportano dati altrettanto differenti relativi alla prima migrazione:
- 37.000 famiglie nella monarchia asburgica, secondo un manoscritto del Monastero di Šišatovac compilato dal monaco Stefan di Ravanica 28 anni dopo la prima ondata migratoria.[6]
- 37.000 famiglie, secondo un libro di Pavle Julinac, stampato nel 1765.[7]
- 37.000 famiglie guidate dal patriarca, secondo il monaco Jovan Rajić, nella sua opera pubblicata nel 1794–1795.[8]
- 37.000 famiglie guidate dal patriarca, secondo Johann Engel, nella sua opera pubblicata nel 1801.[9]
- Émile Picot concluse che tra le 35.000 e le 40.000 famiglie, per un totale di 400.000 - 500.000 persone furono coinvolte nella grande migrazione. "Era tradizione che la popolazione venisse contata per famiglie e non per singoli" insistendo anche che spesso queste famiglie erano famiglie allargate (vedi Zadruga).[10]
- L'Accademia Serba di Arti e Scienze riporta il dato di 37.000 famiglie.[3]
- Tatjana Popović, cita almeno 60.000 famiglie di migranti serbi per la sola prima ondata migratoria.[11]
- Almeno 30.000 persone, secondo Stevan K. Pavlowitch.[2]
- 20.000–30.000 persone, secondo il "Teatri europei".[12]
- Secondo Noel Malcolm, esisterebbero due conteggi redatti dal patriarca Arsenije. Nel 1690 egli scrisse "più di 30.000 anime", e sei anni più tardi scrisse "più di 40.000 anime".[13] riporta la testimonianza del cardinale Leopold Karl von Kollonitsch che nel 1703 riporta un conteggio di 60.000 persone guidate dal patriarca di Belgrado, anche se Malcom stesso riporta che Kollonitsch potrebbe aver esagerato il numero.[13]

Secondo Noel Malcolm, il comune dato accettato delle 37.000 famiglie deriva da una singola fonte: la cronaca monastica serba scritta molti anni dopo l'evento e con molti errori.

## Conseguenze
I serbi di queste migrazioni si insediarono in parte nell'attuale Ungheria, nella Voivodina e in Croazia (a nord del villaggio di Szentendre in Ungheria dove costituirono la maggioranza della popolazione nel XVIII secolo). Altri si insediarono nel piccolo villaggio di Komarno in Slovacchia.
Vi è da aggiungere infine che migrazioni di serbi dai Balcani e dalla Pannonia erano già iniziate nel XIV secolo e perdurarono sino alla fine del XVIII secolo, ma le migrazioni del 1690 e del 1737-39 furono le più importanti per numero di persone e rilevanza storica.